# Hypometalla
Hypometalla là một chi bướm đêm thuộc họ Geometridae.